# Новак, Витезслав

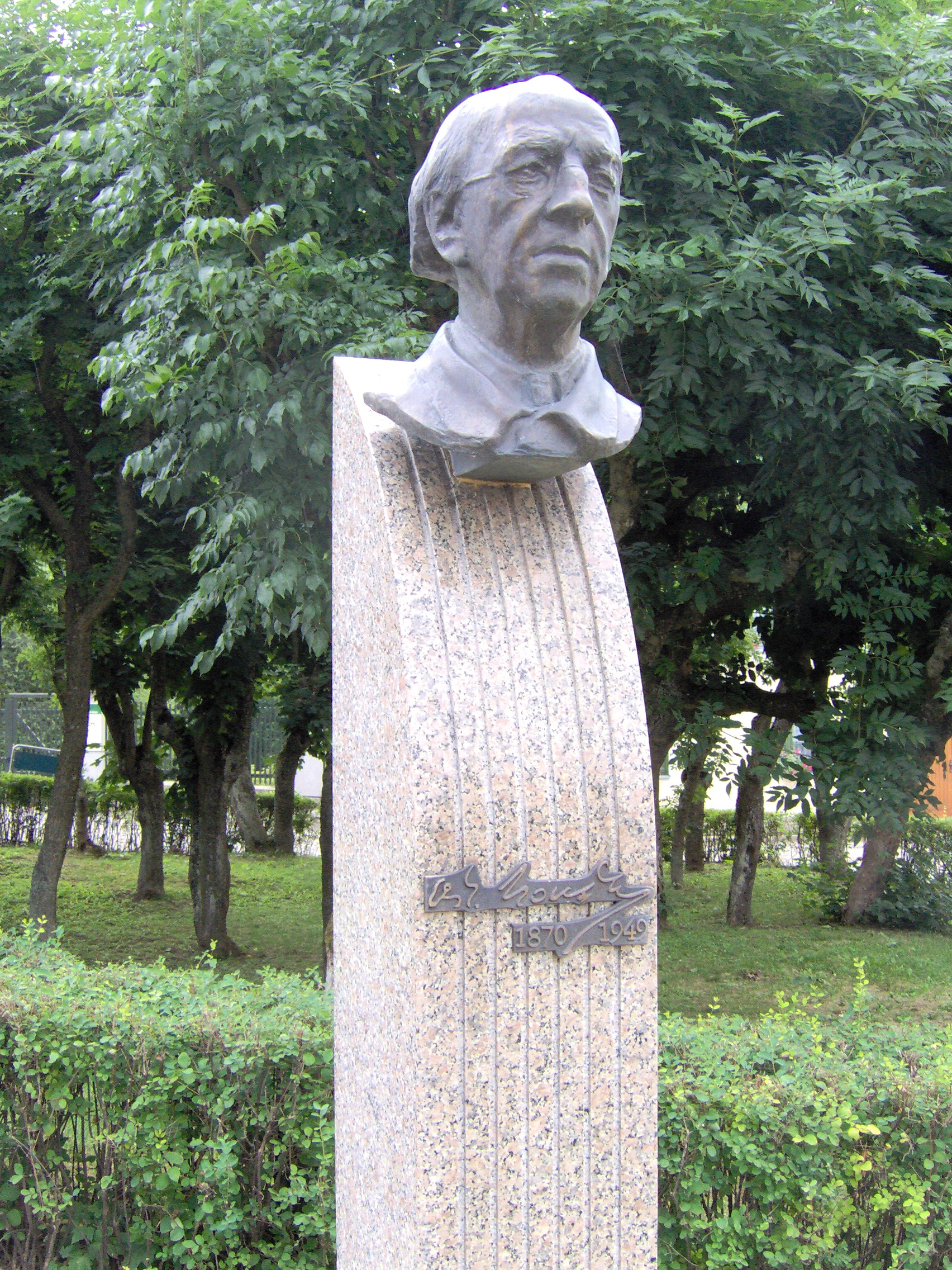
Бюст В.Новака в Каменице над Липой

Ви́тезслав Но́вак (чеш. Vítězslav Novák, имя при рождении Виктор; 5 декабря 1870, Каменице-над-Липой — 18 июля 1949, Скутеч) — чешский композитор, пианист и музыкальный педагог.

## Биография
Виктор Новак родился в семье врача. Отец музыканта пел в хоре, мать играла на пианино. После смерти отца семья переехала в Йиндржихув-Градец, где молодой Новак окончил гимназию, впервые выступал перед публикой как пианист, сочинил первые песни и фортепианные пьесы. В 1889 году поступил на юридический факультет Пражского университета и одновременно в Пражскую консерваторию, где его главным наставником по композиции был Антонин Дворжак; как пианист Новак учился у Йозефа Йиранека, среди других его педагогов были также Карел Штекер (контрапункт) и Карел Книтль (гармония). В этот период Новак изменил своё имя на славянское Витезслав. Оставив университет, чтобы сосредоточиться на занятиях музыкой, Новак получил консерваторский диплом в 1893 году. По рекомендации Иоганнеса Брамса в берлинском издательстве Зимрока начали публиковаться сочинения Новака. С 1896 года Новак интенсивно занимался собиранием чешского музыкального фольклора.
В 1901—1917 годах неформальный круг музыкантов и других творческих личностей, собиравшихся в доме Новака и получивший название «Подскальской филармонии» (чеш. Podskalská filharmonie), стал одним из главных центров формирования чешского модернизма. В этот круг входили, в частности, Йозеф Сук и Вацлав Талих. В то же время в 1909—1920 годах Новак преподавал в Пражской консерватории, где среди его учеников были Ярослав Кржичка, Вацлав Добиаш, Отакар Йеремиаш, Карел Болеслав Йирак, Алоис Хаба, Илья Гурник и многие другие чешские музыканты; у Новака также учились украинские композиторы Николай Колесса, Стефания Туркевич и Нестор Нижанковский.
В межвоенный период Новак стал одним из руководителей Пражской консерватории, в 1919—1922 и 1927—1928 годах занимал пост ректора, был председателем музыкального отделения Чешской академии наук и искусства. Во время немецкой оккупации Чехословакии участвовал в организации концертов, в которых исполнялась чешская национальная музыка. В послевоенные годы написал пространные мемуары «О себе и других» (чеш. O sobě a jiných).
Композиции Новака можно отнести к неоромантизму. В них просматривается влияние Дворжака, Брамса и Грига, а с точки зрения некоторых исследователей, также Клода Дебюсси и Рихарда Штрауса.

## Произведения
- Оркестры: увертюра «Мариша» к одноименной драме братьев А. и В. Мрштик (1899)
- Оперы: Lucerna, Zvíkovský rarášek, Karlštejn, Dědův odkaz
- Балет: Signorina Gioventu (1926—1928), Nikotina (1929)
- Фортепиано: вариации на тему Шумана (1893), Za soumraku (1896), Písně zimních nocí (1903), Exotikon (1911), Sonáta Eroica (1900), Pan (1910)
- Песни: Jarní nálady (1900), Melancholie (1901), Údolí nového království (1903), Melancholické písně o lásce (1906), Erotikon (1912), Síla a vzdor (1916—1917), Domov (1941), Jihočeské motivy (1947)

## Работы
- Complete List of Compositions